# Antonio Bárcena Rufo
Antonio Bárcena Rufo (c. 1902-1940) fue un industrial y militar español.

## Biografía
Oriundo de la localidad pacense de Monterrubio de la Serena, era industrial de profesión. 
Tras el estallido de la Guerra civil se unió a las milicias populares, integrándose posteriormente en la estructura del Ejército Popular de la República —donde alcanzaría el rango de mayor de milicias—. Tomó parte en la defensa de Madrid. Con posterioridad alcanzaría el mando de la 132.ª Brigada Mixta, en el frente de Extremadura. Hecho prisionero por los franquistas al final de la contienda, fue juzgado en consejo de guerra, condenado a muerte y ejecutado en Badajoz el 10 de agosto de 1940.